# Трепо Карнико
Трѐпо Ка̀рнико (на италиански: Treppo Carnico; на фриулски: Trèp, Треп) е село в Северна Италия, община Трепо Лигозуло, провинция Удине, автономен регион Фриули-Венеция Джулия. Разположено е на 671 m надморска височина.